# 35283 Bradtimerson
35283 Bradtimerson è un asteroide della fascia principale. Scoperto nel 1996, presenta un'orbita caratterizzata da un semiasse maggiore pari a 2,6796236 au e da un'eccentricità di 0,0345558, inclinata di 0,81114° rispetto all'eclittica.